# 邹广田
邹广田（1938年7月18日—），男，籍贯吉林怀德，生于吉林长春，中国物理学家，吉林大学教授，超硬材料国家重点实验室主任。曾任国际高压科学与技术协会副主席。主要从事于高压相变与压力导致的新效应、地球及行星内部物质的高压、高压实验技术、超硬材料和多功能高压相材料等方面的研究工作。

## 生平
1962年毕业于吉林大学物理系，1965年该校研究生毕业。2001年当选为中国科学院院士。